# Sandracottus
Sandracottus (лат.) — род жуков из семейства плавунцов.

## Описание
Тело жуков овальное длиной 11,9-16,6 мм. Окраска чёрная или с контрастным чёрным и жёлтым рисунком. Внешний край боковых «крыльев» (отростков) заднегруди дугообразный, а не прямой как у представителей рода Hydaticus. Линии задних тазиков стёрты, так что надсуставной границы нет; бёдра средних ног с более длинными вентральными щетинками, по крайней мере некоторые длиной в половину ширины бедра. Шпоры голеней задних ног тупые, с небольшой выемкой на вершине.

## Биология
Обитают во временных или полупостоянных водоёмах, часто богатых гниющими органическими остатками растительного происхождения. Некоторые виды приурочены к первичным ненарушенным и старовозрастным вторичным лесным биотопам, что делает их индикаторами, которые можно использовать при проведении оценки воздействия на окружающую среду.

## Классификация
В состав рода на январь 2025 включают 11 видов
- Sandracottus bakewellii  (Clark, 1864)
- Sandracottus bizonatus Régimbart, 1899
- Sandracottus chevrolati  (Aubé, 1838)
- Sandracottus dejeanii  (Aubé, 1838)
- Sandracottus femoralis Heller, 1934
- Sandracottus festivus  (Illiger, 1802)
- Sandracottus hunteri  (Crotch, 1872)
- Sandracottus insignis  (Wehncke, 1876)
- Sandracottus jaechi Wewalka & Vazirani, 1975
- Sandracottus maculatus  (Wehncke, 1876)
- Sandracottus rotundus Sharp, 1882

## Распространение
Встречается в Ориентальной области и Австралии.